# Білоруський республіканський союз молоді
Білору́ський республіка́нський сою́з мо́лоді (біл. Беларускі рэспубліканскі саюз моладзі) — молодіжна організація у Республіці Білорусь. Цілями організації є патріотичне та моральне виховання молоді в країні (в основному для цього використовують кемпінг, спортивні ігри та відвідування меморіалів). Союз було створено 2002 року після об'єднання інших молодіжних організацій з колишнім комсомолом Білоруської РСР. БРСМ — найбільша молодіжна організаця у республіці, до того ж вона має підтримку з боку уряду країни. У Союз молоді входить Білоруська республіканська піонерська організація БРПО.

## Критика
За даними ЗМІ, в організації з моменту її створення практикується примусове членство, а також членство в організації без сповіщення людини про це (у БРСМ заявляють, що такі випадки є наслідком технічної помилки).

## Міжнародні санкції
У червні 2024 року БРСМ та перший секретар її ЦК Олександр Лук’янов потрапили до санкційного списку Євросоюзу. У липні до цих санкцій приєдналися Швейцарія, Албанія, Боснія і Герцеговина, Ісландія, Ліхтенштейн, Молдова, Норвегія, Північна Македонія, Україна, Чорногорія.